# Совгиренко, Андрей Викторович
Андрей Викторович Совгиренко (16 марта 1966 — 13 декабря 1999) — российский военный лётчик, командир экипажа вертолёта Ми-24. Герой Российской Федерации (5 июня 2000 года), майор авиации.

## Биография
Родился 16 марта 1966 года в Киеве. Закончил 10 классов в пос. Свердловский, Щелковского района, Московской области.
В 1983 году поступил в Сызранское высшее военное авиационное училище лётчиков, которое успешно окончил в 1987 году. Службу проходил в Прикарпатском и Московском военных округах. Летал командиром на вертолёте Ми-24. В 1995 году командировался сроком на 5 месяцев в зону Афгано-Таджикской границы. С 1996 по 1999 годы участвовал в боевых действиях на территории Чеченской Республики и в других регионах Северного Кавказа. Выполнил 310 боевых вылетов с налётом 1430 часов, в том числе 180 боевых вылетов в 1999 году. В каждом полёте проявлял мужество и высокие качества воздушного бойца. За успешное выполнение заданий награждён орденом Мужества.
13 декабря 1999 года в Аргунском ущелье боевиками залпом переносных зенитных ракетных комплексов был сбит штурмовик Су-25 командира 368-го штурмового авиационного полка Героя Российской Федерации полковника Сергея Борисюка. На его поиски вылетела группа из трёх вертолётов в числе которых был экипаж майора Совгиренко А. В. и штурмана — капитана Иванова А. А..
В Аргунском ущелье вертолёт подвергся внезапному массированному зенитному огню с земли. Экипаж сумел прикрыть своей повреждённой машиной оставшиеся вертолёты и принял на себя весь огонь врага. Своими действиями лётчики спасли своих боевых товарищей. Горящая машина рухнула на землю, экипаж погиб.
За проявленный героизм в ходе контртеррористической операции на Северном Кавказе Указом Президента Российской Федерации от 5 июня 2000 года майору авиации Совгиренко Андрею Викторовичу присвоено звание Героя Российской Федерации (посмертно).
За эту спецоперацию также звание Героя Российской Федерации присвоено капитану авиации Иванову Александру Александровичу (посмертно), майору авиации Алимову В. Р. и командиру группы спецназа ГРУ старшему лейтенанту Д. В. Елистратову.
Похоронен на кладбище деревни Леониха Щёлковского района Московской области.
Жена и сын проживают в Сызрани.

## Память
- На могиле Героя установлен надгробный памятник
- В городе Вязьма имя Героя увековечено на памятнике погибшим в локальных войнах
- В посёлке Вязьма-Брянский Смоленской области, на территории отдельного вертолётного полка Западного военного округа установлен памятник.